# Mening (språk)
En mening är inom språkvetenskapen en grafisk skriftspråksenhet som uttrycker egen språkhandling, och ofta har egen informationsstruktur. I västerländska språk avgränsas meningen typiskt med punkt, frågetecken eller utropstecken. Meningen ska inte förväxlas med huvudsatsen, även om de ofta sammanfaller. 85% av alla meningar omfattar en hel makrosyntagm, det vill säga en utvidgad huvudsats (ibland kallad syntaktisk mening), men en mening kan också innehålla flera makrosyntagmer (10% av fallen) eller bara delar av makrosyntagmer (5% av fallen).

## Meningen innehåller en makrosyntagm
I typfallet består en mening av en makrosyntagm. Denna är typiskt en huvudsats med eventuella annex. Makrosyntagmen kan också vara en satsekvivalent i form av en vokativfras, interjektionsfras eller elliptisk sats.
- Alice hälsade på sin farmor.
- Alice hälsade på sin farmor, vilket hon inte gjort på länge.
- Alice!
- Hej!
- Hon vad? – Hälsade på sin farmor.

## Meningen innehåller flera makrosyntagmer
Flera makrosyntagmer kan samordnas eller sidoordnas i samma mening, vanligen med konjunktion eller skiljetecken, eller en kombination av båda. En vanlig variant är anföring.
- Alice hälsade på sin farmor, och den gamla kvinnan blev mycket glad.
- Alice hälsade på sin farmor; det var så länge sedan sist.
- Alice hälsade på sin farmor – men det var något som inte stod rätt till.
- Alice hälsade på sin farmor: ”Är det någon hemma?”
- Alice ropade ”Är det någon hemma?”

## Meningen innehåller en del av en makrosyntagm
En makrosyntagm kan delas upp på flera grafiska meningar, oftast på så sätt att ett optionellt satsled (som ett innehållsadverbial) placeras i en egen mening, som ett fragment. Syftet med detta grepp är i regel att lyfta fram det avgränsade ledet som informationsstrukturellt likvärdigt med övriga satsen, utan att behöva upprepa information bara för att få en komplett makrosyntagm.
- Alice hälsade på sin farmor. För första gången på ett år.
- Alice ropade igen. Och igen.

Exemplen ovan skulle alltså kunna skrivas ut så här:
- Alice hälsade på sin farmor. Det var första gången på ett år hon gjorde det.
- Alice ropade igen. Och hon ropade igen.

Fragmenten kan därför analyseras på två sätt: antingen är de just delar av föregående (eller följande) makrosyntagm, eller så utgör de i själva verket egna, elliptiska makrosyntagmer – de har alltså inte flyttats ut eller avgränsats från sin matrissats, utan producerats självständigt som vilken mening som helst.